# Olivier Grenouilleau
Olivier Grenouilleau (* 20. April 1962 in Rumilly (Haute-Savoie)) ist ein französischer Historiker, zunächst an der Universität der Südbretagne und seit 2007 am Institut d’études politiques de Paris („Sciences Po“). Sein Forschungsschwerpunkt ist seit 1990 der Sklavenhandel, insbesondere die Bedeutung von Nantes für den transatlantischen Sklavenhandel.

## Leben und Wirken

### Familie
Grenouilleaus Vater war Postbote, seine Mutter arbeitete in einer Keksfabrik. Die Familie lebte mit drei Kindern in der Banlieue von Nantes. Grenouilleau ist verheiratet und Vater von zwei Kindern.

### Akademische Laufbahn
Nach zehn Jahren Unterrichtstätigkeit an Collèges und Lycées erhielt Grenouilleau 1988 die Agrégation für das Fach Geschichte. Nachdem er im Fach Geschichte 1994 mit einer Arbeit über die Sklavenhändler der Stadt Nantes promoviert hatte, wurde er an der Université de Bretagne-Sud 1995 zunächst Maître de conférences, 1999 dann Professor. Im Mai 2007 wurde Grenouilleau als Nachfolger von Jean-Pierre Azéma auf eine Professur für Geschichte am Institut d’études politiques de Paris berufen. 2009 wurde er als Mitglied der Gruppe Geschichte und Geographie der staatlichen Aufsichtsbehörde Inspection générale de l'Éducation, du sport et de la recherche (IGEN) berufen. Am 25. Mai 2018 wurde er als ordentliches Mitglied in die Académie des Sciences d’Outre-Mer gewählt. Für seine Veröffentlichungen wurde Grenouilleau mehrfach ausgezeichnet.

### L’Argent de la traite
Grenouilleaus akademische Karriere begann 1994 mit einer Forschungsarbeit (thèse) über das Handelsmilieu seines Studienortes Nantes in der Zeit zwischen 1750 und 1914. Trotz der Vorbehalte der Nachkommen gelang es ihm, eine sehr große Zahl von bisher nicht veröffentlichten Dokumenten aus 26 Familien- und Handelsarchiven einzusehen und auszuwerten, einschließlich Broschüren, Familiengeschichten und anderen Werken aus der Feder von Vorfahren. Betriebswirtschaftliche und buchhalterische Aufzeichnungen wurden nicht ausgewertet, da sich der Verfasser bevorzugt mit den Menschen und Mentalitäten befassen wollte.
Der erste Teil der Studie behandelt die Periode der Gründergeneration der untersuchten Händlerdynastien von 1750 bis 1789. Grenouilleau zeigt, dass die Kultur des Aufklärungszeitalters wenig Widerhall in diesem Händlermilieu gefunden hatte. Im zweiten Teil über die Entwicklung des Nanteser Handels zwischen der Französischen Revolution und 1840 zeigt Grenouilleau den Widerstand des Milieus gegen die teilweise Zerstörung des kolonialen Systems, vor allem mittels illegaler Handelsaktivitäten. Während der dritten Periode (1840-1914) erweist sich eine große Anpassungsfähigkeit der Nachfolgegenerationen, die sich schließlich auf die Konservenindustrie und zuletzt auf die Immobilienspekulation in Seebädern konzentrierten, wobei sie in den Jahren 1881 und 1893 stark von staatlicher Förderung profitierten, ohne jedoch im heraufziehenden Industriezeitalter größere wirtschaftliche Erfolge erzielen zu können. Sie erhielten sich jedoch gleichwohl einen beträchtlichen politischen Einfluss.
Als die Studie zwei Jahre nach ihrer Annahme durch die Universität als Buch veröffentlicht wurde, wurde sie trotz ihrer Konzentration auf einen umschriebenen Kreis von Familien kritisiert, weil sie weder Fußnoten, noch ein Literaturverzeichnis noch einen Register enthielt. Auch der Titel wurde als irreführend kritisiert, weil er sich nicht allgemein auf den Handel (la traite) bezog, sondern ausschließlich auf die Händler einer einzigen Stadt in einer umschriebenen Periode.

### Les Traites négrières
Von 1999 bis 2004 wurde Grenouilleau als Juniormitglied an das Institut universitaire de France (IUF) berufen. Das ermöglichte es ihm, Les Traites négrières. Essai d'histoire globale als Übersichtsarbeit zu verfassen mit dem Ziel, französische Leser mit den bereits zahlreich vorhandenen Arbeiten britischer und US-amerikanischer Historiker zum Thema Sklavenhandel bekannt zu machen und den Handel mit schwarzafrikanischen Sklaven in einen globalen Zusammenhang mit drei regionalen Schwerpunkten zu stellen:
- Orientalischer Sklavenhandel
- Innerafrikanischer Sklavenhandel
- Atlantischer Dreieckshandel („Commerce triangulaire“)

#### Ein Interview und sein mediales Echo
Im September 2005, ein Jahr nach der Veröffentlichung von Les Traites négrières geriet Grenouilleau ins Zentrum medialer Aufmerksamkeit („l'affaire Olivier Grenouilleau“). In einem Interview zu Les Traites négrières mit der Wochenzeitung Le Journal du Dimanche am 12. Juni 2005 hatte er seine Auffassung bekräftigt, dass der Sklavenhandel nicht die Merkmale eines Völkermords aufgewiesen habe, da die Händler im Wesentlichen aus wirtschaftlichen Gründen an den Sklaven als „Ware“ interessiert gewesen seien und es nicht in ihrem Interesse gewesen sei, diese „Ware“ zu vernichten. Bezüglich der Auseinandersetzung um die Zahl der gehandelten Sklaven auf den verschiedenen Handelsrouten verwies er darauf, dass der verabscheuungswürdige Charakter des Sklavenhandels nicht von der Zahl der gehandelten Sklaven abhänge. Dass der orientalische Sklavenhandel (nach Nordafrika und in den Mittleren Osten) mehr Menschen betroffen habe, berechtige nicht dazu, den Handel nach Europa und Amerika herunterzuspielen. Andererseits überrasche es ihn, dass mancherorts mit Entrüstung reagiert werde, wenn er es wage, den nicht-westlichen Sklavenhandel überhaupt zum Thema zu machen. Schließlich seien alle Opfer zu würdigen und er könne keinen Grund erkennen, warum manche verschwiegen werden sollten. Der transatlantische Sklavenhandel sei zahlenmäßig der weniger bedeutende: 11 Millionen Sklaven seien zwischen 1450 und 1869 von Afrika nach Nord- und Südamerika oder in die Karibik eingeschifft worden und 9,6 Millionen seien letztlich dort eingetroffen. Der orientalische Sklavenhandel (den er nicht muslimisch nennen wolle, weil es im Koran keine Vorurteile hinsichtlich Rasse oder Hautfarbe gebe) habe zwischen 650 und 1920 etwa 17 Millionen Schwarzafrikaner betroffen. Bezüglich des innerafrikanischen Sklavenhandels verwies er auf Schätzungen des US-amerikanischen Wirtschaftshistorikers Patrick Manning, nach denen dieser etwa 50 % aller aus Subsahara-Afrika verschleppten Menschen umfasste, tendenziell eher noch mehr. Nach Angaben des Wirtschaftshistorikers Martin A. Klein habe es um 1900 alleine im damaligen Französisch-Westafrika noch etwa 7 Millionsen Sklaven gegeben. Da sei es wohl nicht übertrieben, für den gesamten afrikanischen Kontinent und über einen Zeitraum von 13 Jahrhunderten von einer Zahl von über 14 Millionen Sklaven auszugehen.
In Reaktion auf dieses Interview beschuldigte der Schriftsteller Claude Ribbe Grenouilleau in einem Brief vom 13. Juni 2005, „von Rassismus verblendet zu sein“. Am gleichen Tag erstattete eine Gruppe von Bürgern französischer Übersee-Départements (aus Guyana, Réunion und von den Antillen) Anzeige gegen Grenouilleau wegen Leugnung von Verbrechen gegen die Menschlichkeit nach dem Loi nº 2001-434 du 21 mai 2001 (dem sog. „Loi Taubira“, benannt nach Christiane Taubira, der späteren französischen Justizministerin von 2012-2016), das den Sklavenhandel als Verbrechen gegen die Menschlichkeit anerkennt. Die Kläger forderten, Grenouilleau wegen Geschichtsrevisionismus seiner universitären Ämter zu entheben. Die Klage wurde im Februar 2006 angesichts der ungünstigen Aufnahme der Klage vonseiten der Medien und durch manche Wissenschaftler zurückgezogen.
Unterstützung erhielt Grenouilleau durch eine öffentliche Stellungnahme von neunzehn namhaften französischen Historikern und etwa 600 weiteren Hochschullehrern und -forschern, in der die „Freiheit wissenschaftlicher Forschung“ («liberté de la recherche scientifique») gefordert wird.

#### Wissenschaftliche Kritik
Die Historikerin und Afrikanistin Catherine Coquery-Vidrovitch kritisierte Les Traites négrières 2009 wegen der unkritischen Verwendung von Zahlenangaben zum arabischen und innerafrikanischen Sklavenhandel.

### Sonstige Werke
Auf der Grundlage seiner Vorarbeiten zu Les Traites négrières veröffentlichte Pétré-Grenouilleau 2018 Quand les Européens découvraient l’Afrique intérieure („Als die Europäer das Innere Afrikas entdeckten“). Dieses Werk umfasst im Wesentlichen eine Bibliographie und eine Analyse von Reiseberichten aus dem Westafrika der Zeit zwischen 1795 und 1830, wie sie von Reisenden aus England (Gray, Dochard, Richard und John Lander), Schottland (Park, Clapperton, Laing) und Frankreich (Caillié, Mollien) verfasst wurden.
Pétré-Grenouilleau versucht zusammenfassend eine Bewertung der veröffentlichten Reiseberichte gemäß dem Einfühlungsvermögen der verschiedenen Reisenden. Er unterscheidet die Pioniere, die ganz oder fast vollständig auf sich alleine gestellt reisten (Mollien und vor allem Caillié) von denen, die sich auf Unterstützung aus ihren Herkunftsländern und durch eine oft vielköpfige Eskorte stützen konnten. Die von dem früheren englischen Offizier Hugh Clapperton und vor allem die später von ehemaligen seinem Diener Richard Lander, der mit seinem Bruder John die bereits mit Clapperton besuchten Gegenden nochmals bereiste, gesammelten und veröffentlichten Informationen enthielten demnach keine Aussagen über wirtschaftliche Werte und keinerlei Aufforderung zu irgendeiner Form von Kolonisation im modernen Sinne. Während die Beschreibungen der britischen Offiziere Gray, Dochard, Laing und Clapperton durch eine abolitionistische Sichtweise geprägt waren, äußerten sich die Franzosen Mollien und Caillié zum Thema Sklaverei eher neutral und ohne vorgefasste Meinung. Der Bericht von Richard Lander dagegen übernahm die Vorurteile des zurückliegenden Sklavenzeitalters, insbesondere die seiner Eltern.

## Publikationen

### Unter dem Namen Olivier Pétré-Grenouilleau
- Moi, Joseph Mosneron, armateur négrier nantais (1748-1833). Portrait culturel d’une bourgeoisie négociante au siècle des Lumières, Éditions Apogée, Rennes 1995, ISBN 2-909275-60-4
- L’Argent de la traite. Milieu négrier, capitalisme et développement. Un modèle (Nachdruck der Promotionsarbeit). Aubier, Paris 1996, ISBN 2-7007-2279-5
- La Traite des Noirs. P.U.F., Paris, 1997 (Que sais-je ?), ISBN 2-13-048415-8
- Les Négoces maritimes français, XVIIe-XXe siècle. Belin, Paris 1997, ISBN 2-7011-2164-7
- Nantes au temps de la traite des Noirs. Hachette, Paris 1998, ISBN 2-01-235287-1
- La Démocratie aux États-Unis et en Europe de 1918 à 1989. Bréal, Paris 2000, ISBN 2-84291-480-5
- Saint-Simon (1760-1825). L’utopie ou la raison en actes. Payot, Paris 2001, ISBN 978-2-228-89433-3
- (Hrsg.): From Slave Trade to Empire. Europe and the Colonisation of Black Africa (1780s-1880s). Routledge, New York 2004 (Routledge Studies in Modern European History), ISBN 978-1-138-87014-7
- Nantes. Éditions Palantines, Plomelin 2003, ISBN 2-911434-29-3
- Les Traites négrières. Essai d’histoire globale, Gallimard, Paris 2004, ISBN 2-07-073499-4
- zusammen mit Pieter C. Emmer/Jessica V. Roitman (Hrsg.): A Deus ex Machina Revisited. Colonial Trade and European Economic Development (1500-1940). Brill Academic Publishers, Leiden 2005, ISBN 978-90-04-15102-4
- Abolir l'esclavage. Un réformisme à l'épreuve (France, Portugal, Suisse, XVIIIe-XIXe siècles). Presses universitaires de Rennes, Rennes 2008, ISBN 978-2-7535-0664-0
- (Hrsg.): Dictionnaire des esclavages, Éditions Larousse, Paris 2010, ISBN 978-2-03-583785-1
- Qu'est-ce que l'esclavage? Une histoire globale. Gallimard, Paris 2014, ISBN 978-2-07-078617-6

### Unter dem Namen Olivier Grenouilleau
- Et le marché devint roi : Essai sur l'éthique du capitalisme. Flammarion, Paris 2013, ISBN 978-2-08-129001-3
- Qu'est-ce que l'esclavage? Une histoire globale. Gallimard, Paris 2014, ISBN 978-2-07-078617-6[12]
- Quand les Européens découvraient l'Afrique intérieure. Afrique occidentale, vers 1795-1830, Tallandier, Paris 2017, ISBN 979-10-210-0335-4
- La révolution abolitionniste. Gallimard, Paris 2017, ISBN 978-2-07-014756-4
- Nos petites patries. Identités régionales et État central en France, des origines à nos jours. Gallimard, Paris 2019, ISBN 978-2-07-276378-6
- Fortunes de mer, sirènes coloniales. Économie maritime, colonies et développement: la France, vers 1660-1914. CNRS Èditions, Paris 2019, ISBN 978-2-271-12521-7
- Christianisme et esclavage. Gallimard, Paris 2021, ISBN 978-2-07-286850-4

## Auszeichnungen
- 2018 Officier de l'ordre des Palmes académiques der Académie des Sciences d’Outre-Mer[13]
- 2018 Prix Guizot des Institut de France für La Révolution abolitionniste[14]
- 2017 Prix Luc-Durand-Réville der Académie des Sciences d’Outre-Mer für La Révolution abolitionniste[15]
- 2015 Grand Prix Gobert für Geschichte der Académie française (zuletzt aufgerufen am 16. November 2022)
- 2014 Prix Jean-Sainteny der Académie des sciences morales et politiques[16] für Qu’est-ce que l’esclavage ? Une histoire globale
- 2005 Prix de l’essai der Académie française[17] für Les Traites négrières. Essai d’histoire globale
- 2005 Prix du livre d’histoire des Sénats für Les Traites négrières. Essai d’histoire globale[18]
- 2005 Prix Chateaubriand des Conseil départemental des Hauts-de-Seine[19] für Les Traites négrières. Essai d’histoire globale